# Etrema kitcheni
Etrema kitcheni é uma espécie de gastrópode do gênero Etrema, pertencente à família Clathurellidae.